# Instituto Juana de Arco
El Instituto Juana de Arco (en francés: Institut Jeanne d'Arc) fue un colegio católico de lengua francesa fundado en 1924 por las Hermanas de San José en el distrito de Frederiksberg, en Copenhague, Dinamarca.
El colegio fue bombardeado el 21 de marzo de 1945 por la Real Fuerza Aérea británica, cuando los pilotos lo confundieron con su objetivo real. En el ataque murieron 86 niños y 19 adultos.

## Historia
Diseñada por el arquitecto danés Christian Mandrup-Poulsen (1865–1952), la escuela fue establecida el 1 de agosto de 1924 por las Hermanas de San José que llegaron a Dinamarca en 1856. Ya habían establecido otra escuela, el Instituto San José, en el distrito Østerbro de Copenhague en 1858. El edificio de ladrillo rojo poseía tres alas; contaba con cuatro pisos, una mansarda, 29 aulas, una pensión y un jardín de infantes..

## Bombardeo
El 21 de marzo de 1945, en respuesta a una solicitud de la resistencia danesa de que se destruyera el cuartel general de la Gestapo en Copenhague, veinte Mosquitos de la Real Fuerza Aérea británica partieron hacia Copenhague en una misión denominada Operación Cartago. El objetivo era Shellhuset (The Shell House) en Kampmannsgade, en el centro de la ciudad.
Uno de los Mosquitos en la primera de las tres oleadas golpeó un poste de luz alto, lo que provocó que se estrellara contra un garaje cerca del colegio. Dos de los Mosquitos en la segunda ola confundieron el fuego subsiguiente con su objetivo y arrojaron sus bombas sobre el instituto, matando a 86 niños y 19 adultos, e hiriendo a otros 67 niños y 35 adultos.

## Consecuencias
La escuela fue destruida por el bombardeo y los edificios restantes fueron demolidos. Los alumnos sobrevivientes fueron trasladados al Instituto San José, que posteriormente se amplió.
Actualmente, seis edificios de apartamentos se encuentran en el sitio donde funcionaba el Instituto Juana de Arco. En 1953, se erigió en el sitio un monumento creado por Max Andersen.

## En la cultura
La película Una sombra en mi ojo está basada en el bombardeo del Instituto Juana de Arco.